# Jean-Baptiste Desmolin
Jean-Baptiste Desmolin est un homme politique français né le 30 janvier 1751 à Lectoure (Gers) et mort le 14 décembre 1843 à Agen (Lot-et-Garonne).

## Biographie
Avocat à Lectoure, il est élu député du Gers au Conseil des Cinq-Cents le 24 vendémiaire an IV, se montrant un parlementaire très actif. Il secrétaire du Conseil de l'an V à l'an VII. Il est nommé président du tribunal civil de Lectoure en 1800, puis devient conseiller à la Cour d'Appel d'Agen en 1811.

## Sources
- « Jean-Baptiste Desmolin », dans Adolphe Robert et Gaston Cougny, Dictionnaire des parlementaires français, Edgar Bourloton, 1889-1891 [détail de l’édition]